# シエラ・マコーミック
シエラ・マコーミック（Sierra McCormick、1997年10月28日 - ）は、アメリカ合衆国の女優。

## 出演作品
- ウィ・ニード・トゥ・ドゥ・サムシングWe Need to Do Something (2021)
- ヴァスト・オブ・ナイト The Vast of Night (2019)
- ウォッチング・ユー The Neighborhood Watch (2018)
- デッド・ガール Some Kind of Hate (2015)
- 天才学級アント・ファーム
- ラモーナのおきて
- ＣＳＩ：１０　科学捜査班
- ゼウス　クリスマスを守った犬
- ラリーのミッドライフ★クライシス シーズン7
- クリミナル・マインド４　ＦＢＩ行動分析課
- シークレットアイドル・ハンナ・モンタナ シーズン3 8話
- ジェシー! 恐怖のコニー役